# Viejo Marihuano
Viejo Marihuano è il settimo album in studio del gruppo musicale messicano Cartel de Santa.

## Tracce
1. Volvió El Sensei - 3:24
2. Leve - 3:45
3. Bailar y Volar (ft. Millonario) - 4:16
4. Desde Cuándo - 3:35
5. Clika Nostra (ft. Santa Estilo) - 3:36
6. Mucha Marihuana - 3:48
7. Culón Culito - 3:43
8. El Loco Mas Loco - 4:02
9. Si Estuviera en Dubai - 3:22
10. Somos Chidos (ft. Bicho Ramirez) - 3:31
11. Soy Quien Soy - 3:33